# 没データ
没データ（ぼつデータ）とは、ゲームやソフトウェアにおいてデータとしては存在しているが、本編では全く使用されていないデータのことである。

## 概要
ゲームやソフトの中で使用が予定されていながら最終的には不使用となったデータは、開発・製作段階で削除されることが多いが、何らかの理由により使用が見送られたデータが削除されずにそのまま残ってしまうことがある（特に開発終盤に不使用が確定した場合、データを削除することでバグが発生することへの懸念から、そのままになることも多い）。こうしたデータは通常のプレイ・使用では発見されないものの（イースターエッグとは異なりコマンド操作でもお目にかかれない場合も多い）、バグやデータ解析により発見されることがある。稀にこうした没データが後のバージョンやリメイク版で使用されることがある。
特に著名な没データとしては『ポケットモンスター 赤・緑』でのミュウがある。これは元々開発段階でROMの余剰領域にイタズラで入れられたものであったが、バグ技がきっかけで「151匹目のポケモンがいる」という噂が広まり、幻のポケモンとして一気に人気が高まった。これに伴い、発売元の任天堂がミュウを151匹目のポケモンとして認定し、表立ったイベントでの配布が行われた。

## 分類
没データは主に開発用データと未使用データの２つに分けられる。

### 開発用データ
開発用データは、ゲーム内でのエフェクトやAIの動きをテストする為等に作られたテスト用のデータのことである。元々実装される予定ではない為作りが荒く、テクスチャが貼られていなかったりする。

### 未使用データ
未使用データは、当初実装予定だったが何らかの問題により実装されなかったデータである。当初実装予定ということもあり、完成度は高い。使用されなくなった理由として、ゲームに合わない、開発が間に合わない、デザイン変更、イベントやステージなどが削減された等が挙げられる。